# Eresing
Eresing – miejscowość i gmina w Niemczech, w kraju związkowym Bawaria, w rejencji Górna Bawaria, w regionie Monachium, w powiecie Landsberg am Lech, wchodzi w skład  wspólnoty administracyjnej Windach. Leży około 12 km na północny wschód od Landsberg am Lech, przy autostradzie A96 i linii kolejowej Monachium – Memmingen.

## Dzielnice
- Algertshausen
- Eresing
- Pflaumdorf
- Sant Ottilien

## Demografia
Dane o ludności z 31 grudnia 2008:
| Opis                                | Ogółem | Ogółem | Kobiety | Kobiety | Mężczyźni | Mężczyźni |
| ----------------------------------- | ------ | ------ | ------- | ------- | --------- | --------- |
| Jednostka                           | osób   | %      | osób    | %       | osób      | %         |
| Populacja                           | 1826   | 100    | 845     | 46,28   | 981       | 53,72     |
| Wiek przedprodukcyjny (0–17 lat)    | 326    | 17,85  | 166     | 9,09    | 160       | 8,76      |
| Wiek produkcyjny (18–65 lat)        | 1043   | 57,12  | 505     | 27,66   | 538       | 29,46     |
| Wiek poprodukcyjny (powyżej 65 lat) | 457    | 25,03  | 174     | 9,53    | 283       | 15,5      |

## Polityka
Wójtem gminy jest Josef Loy z DG, rada gminy składa się z 12 osób.
|      | DG | UFB | DGP | WGSO | Razem |
| 2008 | 5  | 4   | 2   | 1    | 12    |
| 2002 | 6  | 3   | 2   | 1    | 12    |